# Soulslike
Per soulslike (anche riportato con la grafia souls-like) si intende un sottogenere di videogiochi action RPG, ispirati ai titoli della serie Souls sviluppata da FromSoftware e diretta da Hidetaka Miyazaki, a partire da Demon's Souls (2009) e proseguita con Dark Souls, Bloodborne, Sekiro: Shadows Die Twice ed Elden Ring.
I giochi soulslike sono generalmente caratterizzati da un’elevata difficoltà, combattimenti metodici, level design interconnesso, narrazione criptica e meccaniche come la perdita temporanea di risorse alla morte. Nonostante il termine non faccia riferimento a una classificazione ufficiale, è ampiamente utilizzato dalla critica e dal pubblico per identificare titoli che riprendono lo stile, l’atmosfera e le meccaniche distintive delle opere di FromSoftware.
Il termine soulslike nasce dalla popolarità riscontrata dalla serie Souls che ha avuto un forte impatto sul design dei giochi d’azione moderni. Il successo di questi titoli ha portato numerosi sviluppatori a ispirarsi alla medesima struttura, dando origine a un insieme riconoscibile di tratti comuni, pur in assenza di una codifica formale del genere.
All'interno di questo sottogenere vi è un'ulteriore distinzione non univocamente definita, il termine generico soulslike è riferito a giochi di qualsiasi sviluppatore che imitano in modo marcato il gameplay, il tono e le meccaniche fondamentali dei Souls, il termine soulsborne viene usato per indicare i titoli FromSoftware che appartengono alla serie Souls e a Bloodborne, includendo talvolta anche Sekiro e Elden Ring, il termine soulslite, meno comune, viene usato per giochi che presentano alcuni elementi soulslike ma con meccaniche semplificate o maggiore accessibilità. Alcuni critici definiscono la categoria soulslike come un termine abusato, simile a quanto accaduto con i metroidvania e i roguelike.

## Caratteristiche

### Gameplay e sistema di combattimento
Una tipica caratteristica dei soulslike è l'elevata difficoltà del videogioco: l'ambiente di gioco deve essere ostile e tutto può potenzialmente uccidere il giocatore quando meno se lo aspetta. Un'altra caratteristica è il sistema di combattimento, con armi ed equipaggiamenti che si possono migliorare raccogliendo punti esperienza (anime, nei Souls), come accade nei giochi GDR. La stamina, indicata da una barra, permette all'avatar di compiere le azioni all'interno del gioco e quando la esaurisce il personaggio non potrà compiere nessuna azione fuorché camminare. Si possono evocare dei giocatori durante gli scontri con i boss, ma generalmente i soulslike sono sviluppati per essere giocati in singleplayer nella maggior parte del tempo.
Il sistema di salvataggio dei soulslike è incentrato su checkpoint riconoscibili dal giocatore all'interno del mondo di gioco: in Dark Souls i checkpoint sono rappresentati da falò e in Bloodborne da lanterne. Il giocatore, una volta incontrato un checkpoint, può sovrascrivere il punto di spawn precedente interagendo con un elemento prefissato all'interno della mappa. Quindi, in caso di morte, il giocatore riparte dall'ultimo checkpoint, con cure (ovvero gli strumenti che permettono il recupero dei punti vita del personaggio) e barra della vita ripristinate. Inoltre, sempre nel caso di morte del personaggio, i nemici tornano nella posizione originaria e il giocatore deve affrontarli di nuovo. Se l'avatar muore i punti esperienza accumulati durante il tragitto vengono persi, ma possono essere recuperati nel punto in cui il personaggio è morto. Se il giocatore muore nuovamente nel tentativo di recuperarli, quei punti vengono persi definitivamente.
Anche l'assenza di una mappa consultabile dal giocatore aumenta la difficoltà nell'orientarsi all'interno del mondo; una delle poche eccezioni si ha in Elden Ring dove la mappa è presente. Lo smarrimento nell'esplorazione del mondo di gioco incute una sensazione di sopraffazione.

### Scenario e narrazione
Un'altra importante caratteristica dei soulslike, proveniente dallo stile narrativo dei Souls, è l'ambientazione apocalittica. 
I soulslike utilizzano la narrazione ambientale per trasmettere la storia del gioco. L'approccio narrativo di Miyazaki, poi trasmesso ai soulslike, è raccontare la storia del mondo di gioco attraverso le descrizioni degli oggetti. Qualsiasi oggetto all'interno del mondo di gioco possiede una descrizione, che può fornire dei suggerimenti per l'uso dell'oggetto stesso, oppure informazioni sulla trama. Il giocatore, per comprendere a pieno la storia, deve leggere e collegare tra loro le descrizioni degli oggetti. In alcuni casi le descrizioni sono riportate come se fossero leggende. Il narratore non è onnisciente e in determinate circostanze è inaffidabile, anche se è difficile mettere in dubbio un narratore eterodiegetico.
I soulslike utilizzano spesso la narrazione in medias res; la trama è manchevole e le informazioni mancanti devono essere colmate con l'interpretazione del giocatore.

## Storia

### I giochi sviluppati da From Software

#### Demon's Souls
Il videogioco iniziatore del genere è stato Demon's Souls, diretto da Hidetaka Miyazaki. Le sue principali ispirazioni sono state il videogioco Ico, il manga Le bizzarre avventure di JoJo e la saga dei librogame Dimensione avventura. Demon's Souls è stato pubblicato nel mercato occidentale con un anno di ritardo perché definito "malfatto e troppo difficile" dai dirigenti Sony. Il gioco è stato poi pubblicato da Namco in Europa e da Atlus negli Stati Uniti ottenendo un gran risultato in termini di vendite e di apprezzamento da parte della critica. La dirigenza giapponese di Sony si è successivamente pentita di non aver pubblicato il titolo con Sony Interactive Entertainment. Nel 2020, in esclusiva per Playstation 5, è uscito il remake di Demon's Souls sviluppato da Bluepoint Games e pubblicato da Sony Interactive Entertainment.

#### Dark Souls
Dopo il successo di Demon's Souls la casa di sviluppo FromSoftware ha pubblicato nel 2011 Dark Souls, che ha ottenuto un successo maggiore rispetto a Demon's Souls: più di due milioni di copie vendute.

#### Dark Souls II
La saga dei Souls è continuata nel 2014 con Dark Souls II, non più diretto da Miyazaki; il seguito ha mantenuto lo stesso gameplay e stile artistico del predecessore.

#### Bloodborne
Hidetaka Miyazaki aveva abbandonato lo sviluppo di Dark Souls II per concentrarsi nello sviluppo di Bloodborne, pubblicato nel 2015 e realizzato in esclusiva per Playstation 4. Il videogioco è caratterizzato per l'atmosfera gotica e vittoriana e da un'affinità con il gameplay dei giochi precedenti di FromSoftware.

#### Dark Souls III
Dark Souls III, pubblicato nel 2016, è stato l'ultimo gioco appartenente alla serie Souls; nuovamente diretto da Hidetaka Miyazaki.

#### Sekiro: Shadows Die Twice
Sekiro: Shadows Die Twice viene pubblicato nel 2019, non presenta gli elementi tipici da GdR, oltre a non avere il multiplayer, ma è improntato più allo stealth, consentendo ai giocatori di uccidere immediatamente i nemici. Inoltre il personaggio ha la possibilità di utilizzare diversi strumenti per l'esplorazione, come un rampino, e varie armi nel braccio protesico per i combattimenti, come un'ascia e gli shuriken. Sebbene da molti non considerato un vero e proprio Soulslike, in quanto più votato all'azione, il gioco mantiene inalterate molte caratteristiche dei giochi precedenti da farlo considerare tale da gran parte del pubblico e della critica specializzata.

#### Elden Ring
Elden Ring, pubblicato nel 2022, è attualmente il penultimo gioco sviluppato da From Software, prima di Armored Core VI: Fires of Rubicon. Il gioco ha molte caratteristiche in comune con i Souls: le principali differenze sono la presenza di un mondo di gioco più vasto e la presenza di una mappa consultabile dal giocatore. Ai The Game Awards 2022 Elden Ring ha vinto il premio "Game of the Year".

#### The Duskbloods
Annunciato in corrispondenza del Nintendo Direct tenutosi in data 2 aprile 2025, sarà un'esclusiva Nintendo Switch 2 in uscita prevista per il 2026, dai temi di forte ispirazione Bloodborne.

### Altri titoli
FromSoftware ha aperto la strada per la creazione di un nuovo sottogenere derivato dalla serie Souls. Fanno parte della categoria dei giochi Soulslike diversi titoli e saghe come:
- Ashen
- Code Vein
- Darksiders III
- Lies of P[35]
- Lords of the Fallen
- Mortal Shell
- Nioh
- Salt and Sanctuary
- The Surge
- Thymesia[36]
- Wo Long: Fallen Dynasty
- Enotria: The Last Song

## Accoglienza
I Soulslike sono molto apprezzati dall'utenza di Steam: il 90% delle recensioni è positivo. Il videogioco Soulslike con il rapporto tra recensioni positive e negative più alto è Hollow Knight; quello con il rapporto più basso è Lords of the Fallen. La fiducia, la gioia e l'attesa sono le emozioni più di provate dagli utenti di Steam. I videogiochi 2D hanno una media di recensioni positive più alta rispetto ai giochi in tre dimensioni.
Le caratteristiche più apprezzate dai videogiocatori sono:
- L'ambientazione medievale
- Lo stile grafico disegnato
- La presenza di una mappa di gioco
- L'assenza del selettore di difficoltà
- Una penalità aggiuntiva in caso di morte del personaggio[7]